# Bejou (Minnesota)
Bejou – miasto w Stanach Zjednoczonych, w stanie Minnesota, w hrabstwie Mahnomen.